# 英國駐美國大使館
英國駐美國大使館（英語：Embassy of the United Kingdom, Washington, D.C.）是大不列顛與北愛爾蘭聯合王國駐美利堅合眾國的外交代表機構。英國駐美國大使館位於華盛頓哥倫比亞特區西北區之麻薩諸塞大道。英國駐美國大使館內設有英國大使官邸。 

## 總領事館
在華盛頓哥倫比亞特區外，英國外交、國協及發展事務部還在亞特蘭大、波士頓、芝加哥、休士頓、洛杉磯、邁阿密、紐約市和舊金山設有總領事館。